# Campo di concentramento di Trawniki

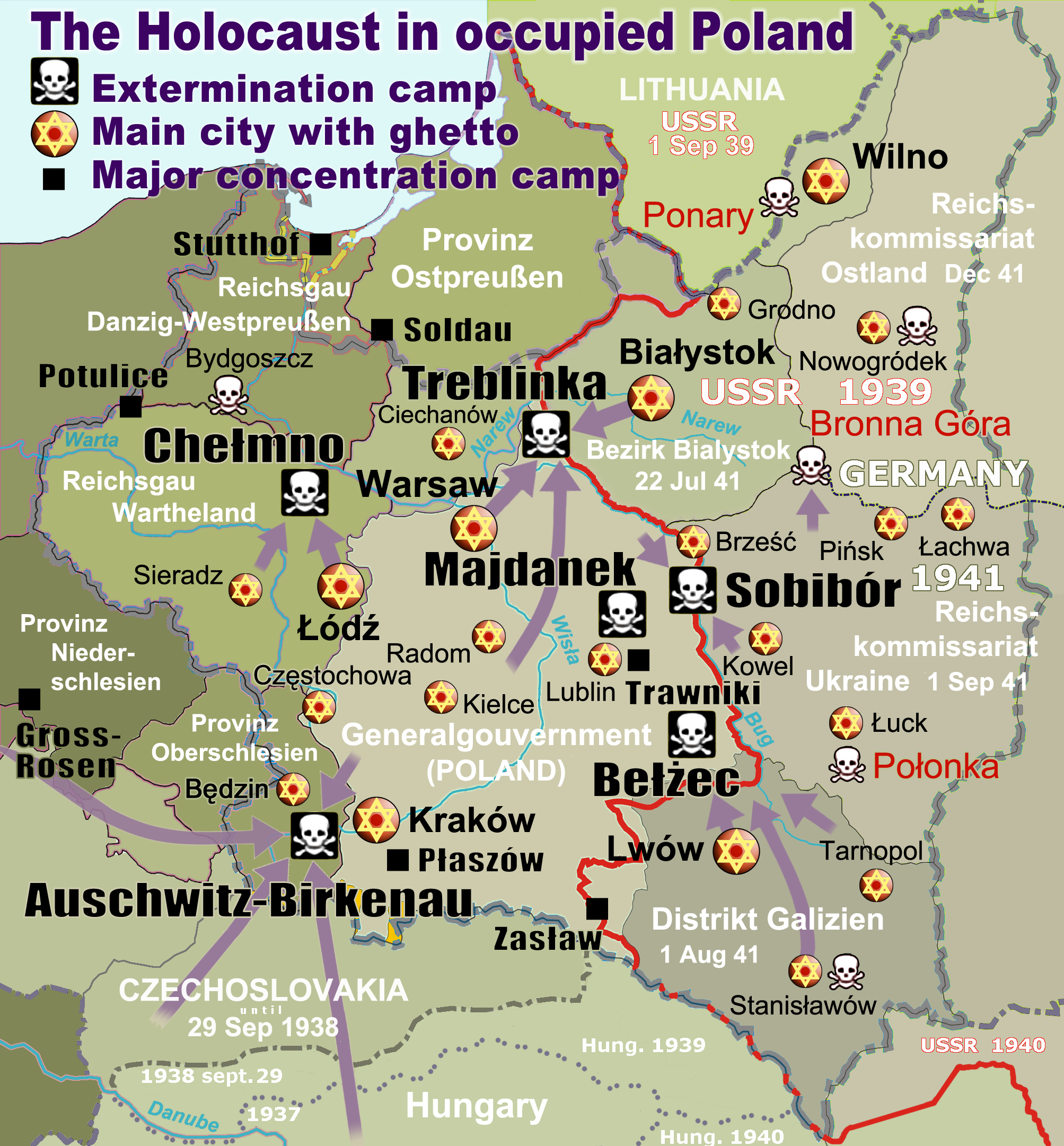
Posizione di Trawniki sulla mappa dell'Olocausto in Polonia

Il campo di concentramento di Trawniki è stato un lager nazista costruito nei pressi del villaggio di Trawniki nel corso del secondo conflitto mondiale. Il campo, situato a circa 40 chilometri a sud-est di Lublino, fu aperto per la prima volta dopo lo scoppio della guerra con l'URSS, destinato a contenere prigionieri di guerra sovietici. Era dotato di collegamenti ferroviari con le principali città del Governatorato Generale. Tra il 1941 e il 1944, il campo si espanse come campo di addestramento delle SS per la polizia ausiliaria collaborazionista, principalmente ucraina, estone e lettone (che presero da qui il nome informale di trawnikimänner o trawniki). Nel 1942 divenne anche il campo di lavoro forzato per migliaia di ebrei all'interno del sistema del campo di concentramento di Majdanek. I detenuti ebrei di Trawniki fornivano lavoro come schiavi per gli impianti industriali improvvisati delle SS-Ostindustrie, lavorando in condizioni spaventose. I trawnikimänner («uomini di Trawniki») addestrati nel campo ebbero un ruolo rilevante nello svolgimento della soluzione finale della questione ebraica come addetti ai «lavori sporchi» durante i quali si distinsero spesso per la loro brutalità.
I 12.000 ebrei imprigionati a Trawniki, per smistare i convogli di vestiti consegnati dai luoghi dell'Olocausto, furono tutti massacrati durante l'Operazione Harvest Festival del 3 novembre 1943 dalle unità ausiliarie degli uomini di Trawniki, aiutati dal battaglione di polizia di riserva 101. Il primo comandante del campo fu Hermann Hoefle, sostituito da Karl Streibel.

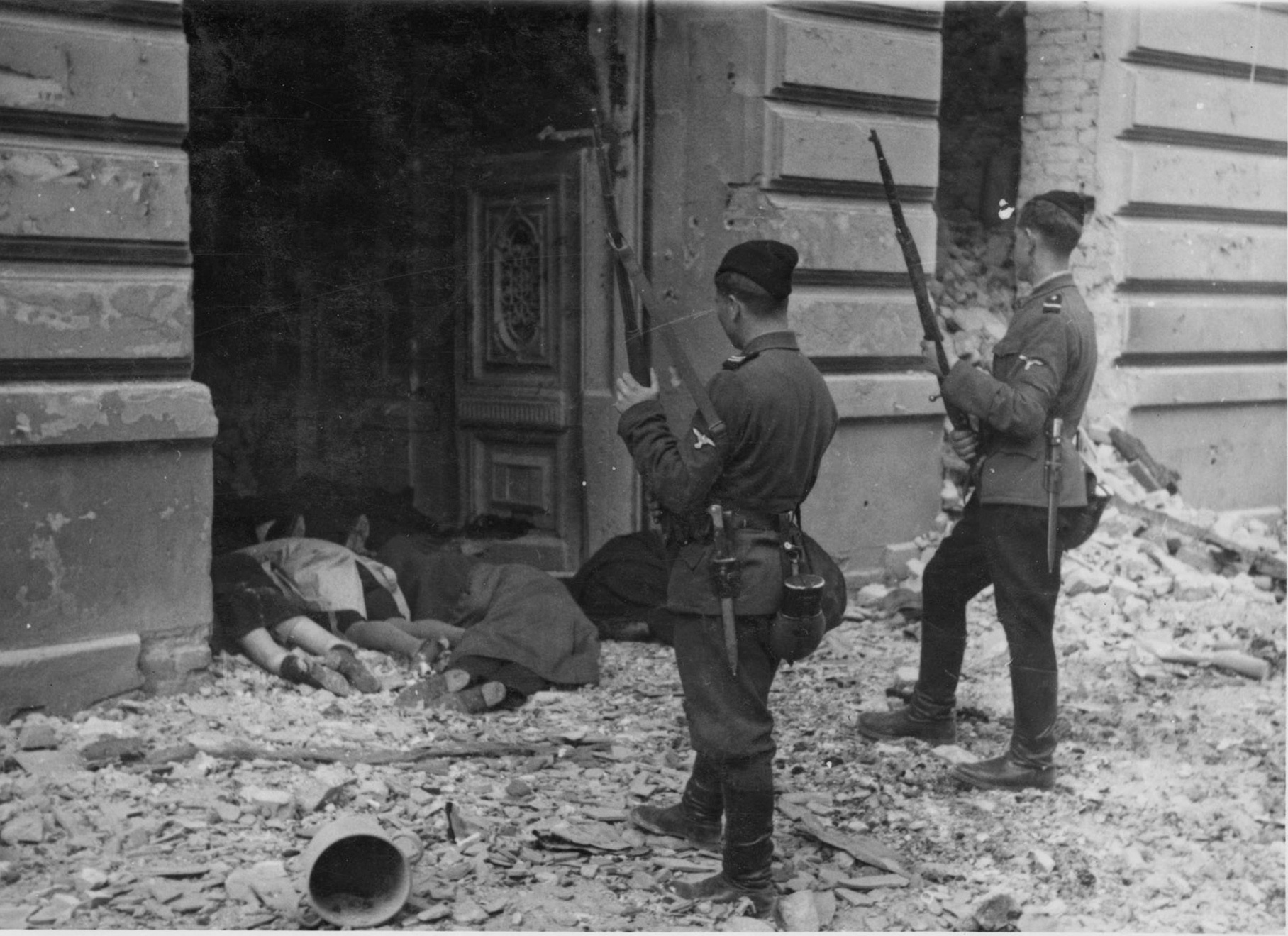
Trawniki-Männer nel ghetto di Varsavia

## Campo di concentramento
Il campo di Trawniki fu creato all'inizio di luglio del 1941, come campo di detenzione per internati civili e prigionieri di guerra sovietici catturati nel corso delle prime fasi dell'operazione Barbarossa nei territori polacchi occupati nel 1939 dall'Unione Sovietica. Il campo, che sorgeva sul sito di uno zuccherificio, venne costruito per ordine del SS- und Polizeiführer del distretto di Lublino, il SS-Brigadeführer Odilo Globočnik, che ne affidò il comando al SS-Hauptsturmführer Hermann Höfle.
Nel 1942 il campo fu ampliato per includere il SS- Arbeitslager destinato agli ebrei polacchi di tutto il Governatorato Generale; nel giro di un anno, sotto la direzione del Gauleiter Odilo Globocnik, il campo arrivò a comprendere una serie di laboratori per il lavoro forzato come l'impianto di lavorazione delle pellicce (Pelzverarbeitungswerk), la fabbrica di spazzole (Bürstenfabrik), la finitura delle setole (Borstenzurichterei), e la nuova filiale di Das Torfwerk a Dorohucza.
Gli ebrei che vi lavorarono dal giugno 1942 al maggio 1944, come schiavi per lo sforzo bellico tedesco, furono portati dal ghetto di Varsavia e dai ghetti di transito selezionati in tutta Europa (Germania, Austria, Slovacchia) nell'ambito dell'operazione Reinhard, e dal settembre 1943 come parte del sistema di campi di concentramento di Majdanek, come ad esempio il campo di concentramento di Poniatowa e molti altri.

## Campo di addestramento
Dal settembre 1941 al luglio 1944, la struttura servì come base di addestramento a tutti gli effetti, con sale da pranzo e dormitori per le nuove Schutzmannschaften reclutate dai campi di prigionia per il servizio nella Germania nazista nel territorio del governatorato generale. Karl Streibel, il comandante del campo, e i suoi ufficiali erano soliti indurre gli uomini ucraini, lettoni e lituani, che già avevano familiarità con le armi, a prendere l'iniziativa di loro spontanea volontà. In totale, 5.082 uomini furono preparati a Trawniki per il servizio nei battaglioni tedeschi Sonderdienst prima della fine del 1944, di fronte al desolato campo ebraico separato da una recinzione interna.
Sebbene la maggior parte degli uomini Trawniki (o Hiwis) provenisse dai volontari prigionieri di guerra di etnia ucraina, c'erano anche i Volksdeutsche dall'Europa orientale, apprezzati per la loro capacità di parlare ucraino, russo, polacco e altre lingue dei territori occupati. Gli uomini di Trawniki rivestirono un ruolo importante nell'operazione Reinhard, il piano nazista per sterminare gli ebrei polacchi e stranieri. Hanno servito nei campi di sterminio e hanno avuto un ruolo importante nell'annientamento della rivolta del ghetto di Varsavia e della rivolta del ghetto di Białystok.

## Liquidazione del campo, 3 novembre 1943
Verso la fine di ottobre, all'intera forza lavoro del campo di Majdanek, compresi i prigionieri ebrei del campo di concentramento di Trawniki, è stato ordinato di iniziare la costruzione delle trincee che sarebbero diventate successivamente fosse comuni. Sebbene le trincee fossero presumibilmente per la difesa contro i raid aerei, e la loro forma a zigzag garantisse una certa plausibilità a questa bugia, i prigionieri intuirono il loro vero scopo. I massacri, in seguito ritenuti una vendetta per la sconfitta tedesca a Stalingrado, furono fissati da Christian Wirth per il 3 novembre 1943 sotto il nome in codice Operazione Harvest Festival, in contemporanea nei sottocampi di Majdanek, Trawniki, Poniatowa, Budzyn, Kraśnik, Puławy e Lipowa. I corpi degli ebrei fucilati nelle fosse comuni dagli uomini di Trawniki aiutati dal Battaglione 101 furono successivamente inceneriti da un Sonderkommando di Milejów, e a loro volta furono in seguito giustiziati sul posto al termine del loro compito entro la fine del 1943.
L'operazione Harvest Festival contò circa 43.000 vittime, fu il più grande massacro di ebrei tedeschi in tutta la guerra: ha superato il famigerato massacro di oltre 33.000 ebrei a Babi Yar di 10.000 vittime. Il campo di addestramento di Trawniki fu smantellato nel luglio 1944 a causa dell'avvicinarsi del fronte orientale. Gli ultimi 1.000 Hiwi che formavano il battaglione delle SS Streibel guidati dallo stesso Karl Streibel, furono trasportati a ovest per lavorare nei campi di sterminio ancora funzionanti. I sovietici entrarono nella struttura completamente vuota il 23 luglio 1944. Dopo la guerra, catturarono e perseguirono centinaia, forse mille, Hiwis che tornarono a casa in URSS. La maggior parte fu condannata alla detenzione nei gulag e rilasciata successivamente con l'amnistia del Presidente Krusciov del 1955.
In confronto, il numero di Hiwi processati in Occidente era esiguo: sei imputati furono assolti da tutte le accuse e liberati da un tribunale della Germania occidentale ad Amburgo nel 1976, incluso il comandante Streibel. Gli uomini Trawniki arrestati in Unione Sovietica furono accusati di tradimento (e non delle uccisioni) e quindi furono colpevoli di arruolamento fin dall'inizio del procedimento giudiziario. Negli Stati Uniti circa 16 ex guardie Hiwi sono state denaturalizzate, alcune delle quali molto anziane.

### Tentativi di reclutamento falliti
Nel gennaio 1943, le SS Germanische Leitstelle, nella Zakopane occupata nel cuore dei monti Tatra, intraprese una campagna di reclutamento con l'idea di formare una nuovissima divisione highlander Waffen-SS. Furono reclutati circa 200 giovani, i Goralenvolk, offrendo loro una fornitura illimitata di alcol. Salirono su un treno passeggeri diretto a Trawniki, ma la maggior parte abbandonò il treno a Maków Podhalański una volta sobri; solo dodici uomini sono arrivati a Trawniki. Alla prima occasione sono stati protagonisti di una grande scazzottata con gli ucraini, causando il caos: sono stati arrestati e cacciati via. L'intera idea è stata abbandonata dal SS-Obergruppenführer Krüger perché ritenuta impossibile nella Cracovia occupata, con una lettera ufficiale del 5 aprile 1943. Il fallimento probabilmente contribuì al suo licenziamento, avvenuto il 9 novembre 1943, da parte del governatore generale Hans Frank. Krüger si suicidò nell'Alta Austria due anni dopo.